# Інджія (футбольний клуб)
Футбольний клуб Інджія або просто Інджія (серб. Фудбалски клуб Инђија) — професійний сербський футбольний клуб з однойменного міста.

## Досягнення
- Перша ліга чемпіонату Сербії з футболу
  -  Чемпіон (1): 2009/10

- Чемпіонат футбольної субасоціації Нови Сад
  -  Чемпіон (1): 1941

## Відомі гравці
- Мілан Божич
- Зоран Янкович
- Боян Незірі